# Lista de municípios do Amapá por população

O Amapá possui 16 municípios, sendo o penúltimo menor do país em número de municípios, à frente apenas de Roraima.

Esta lista de municípios de Amapá por população está baseada no Censo 2022 do IBGE. O Amapá é uma das 27 unidades federativas do Brasil e é dividida em 16 municípios. O território amapaense equivale a 1,68% do brasileiro e com mais de 730 mil habitantes (0,36% da população brasileira), o estado possui a décima oitava maior área territorial e o vigésimo sexto contingente populacional dentre os estados do Brasil.
A cidade mais populosa do Amapá é Macapá, a capital estadual, com mais de 440 mil habitantes. Em seguida, vem Santana com aproximadamente 110 mil.

## Municípios

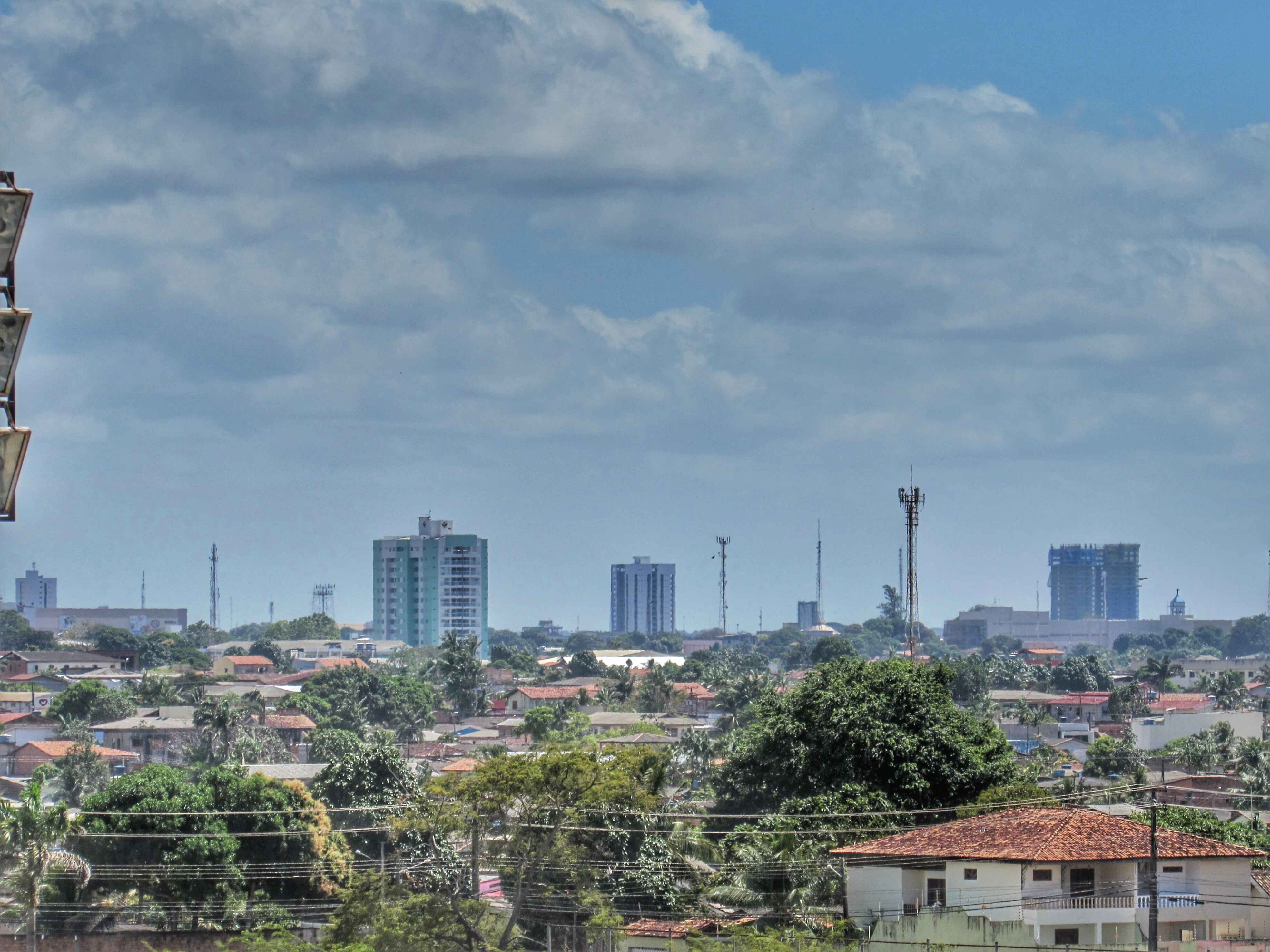
Macapá é a capital do estado e o município mais populoso.

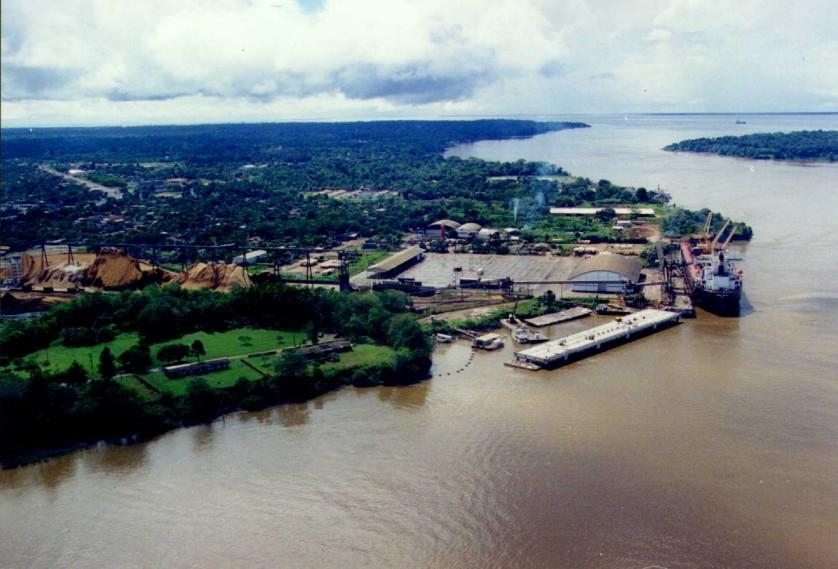
Santana é o segundo município do estado em número de habitantes.

| Pos.  | Município               | População |
| ----- | ----------------------- | --------- |
| 1     | Macapá                  | 442 933   |
| 2     | Santana                 | 107 618   |
| 3     | Laranjal do Jari        | 35 114    |
| 4     | Oiapoque                | 27 482    |
| 5     | Mazagão                 | 21 924    |
| 6     | Porto Grande            | 17 848    |
| 7     | Tartarugalzinho         | 12 945    |
| 8     | Pedra Branca do Amapari | 12 847    |
| 9     | Vitória do Jari         | 11 291    |
| 10    | Calçoene                | 10 612    |
| 11    | Amapá                   | 7 943     |
| 12    | Ferreira Gomes          | 6 666     |
| 13    | Itaubal                 | 5 599     |
| 14    | Serra do Navio          | 4 673     |
| 15    | Cutias                  | 4 461     |
| 16    | Pracuúba                | 3 803     |
| Total | Amapá                   | 733 759   |